# ونگیکل
ونگیکل (به انگلیسی: Vengikkal) یک زیستگاه انسانی در هند است که در Tiruvannamalai district واقع شده‌است.

## خصوصیات
ونگیکل ۶۱٬۹۰۱ نفر جمعیت دارد و ۱۷۱ متر بالاتر از سطح دریا واقع شده‌است.